# Cryptocentrus nigrocellatus
Cryptocentrus nigrocellatus är en fiskart som först beskrevs av Yanagisawa, 1978.  Cryptocentrus nigrocellatus ingår i släktet Cryptocentrus och familjen smörbultsfiskar. Inga underarter finns listade i Catalogue of Life.